# Michał Korolko
Michał Przemysław Korolko (ur. 5 września 1973 w Toruniu) – polski samorządowiec i urzędnik, z wykształcenia anglista i prawnik, w latach 2006–2007 dyrektor Centrum Sztuki Współczesnej „Znaki Czasu”, w latach 2009–2014 członek zarządu województwa kujawsko-pomorskiego, od 2009 do 2010 w randze wicemarszałka.

## Życiorys
Absolwent studiów z filologii angielskiej, administracji i prawa na Uniwersytecie Mikołaja Kopernika w Toruniu, a także studiów podyplomowych w Centrum Studiów Europejskich im. Jeana Monneta. W latach 1999–2005 kierował biurem współpracy i integracji w Urzędzie Miejskim w Toruniu, następnie był w tym urzędzie wiceszefem wydziału rozwoju i projektów europejskich (jako zastępca Piotra Całbeckiego). Przez 13 miesięcy był także zatrudniony jako przedstawiciel województwa zachodniopomorskiego przy Unii Europejskiej. Został później pierwszym szefem Centrum Sztuki Współczesnej Znaki Czasu w Toruniu (2006–2007, jeszcze przed jego otwarciem), po czym objął funkcję dyrektora Departamentu Polityki Regionalnej w toruńskim Urzędzie Marszałkowskim (pozostał na nim także jako wicemarszałek).
22 grudnia 2009 został powołany na stanowisko wicemarszałka województwa kujawsko-pomorskiego jako bezpartyjny kandydat z rekomendacji Platformy Obywatelskiej. Nastąpiło to po tym, jak proponowany wcześniej przez Prawo i Sprawiedliwość Karol Przeworek nie uzyskał poparcia większości w sejmiku i pomimo faktu, że to stanowisko w koalicji przysługiwało wcześniej reprezentantowi PiS-u. 29 listopada 2010 znalazł się w nowym zarządzie jako członek. 1 grudnia 2014 zakończył pełnienie funkcji w związku z upływem kadencji. Następnie stanął na czele Departamentu Rozwoju Gospodarczego i Współpracy Międzynarodowej w Urzędzie Marszałkowskim oraz współpracował z Wojewódzkim Funduszem Ochrony Środowiska. W 2017 powołano go na stanowisko prezesa zarządu Toruńskiej Agencji Rozwoju Regionalnego. W 2019 był kandydatem PO do Parlamentu Europejskiego z listy Koalicji Europejskiej.
Zagrał epizodyczną rolę członka ekipy cyrkowej w „Inland Empire” Davida Lyncha, pomagał także jako tłumacz polskim aktorom w tym filmie.